# خضر عيدروس أحمد
خضر عيدروس أحمد (مواليد 10 يناير 1981 في الصومال) هو مخرج أفلام وسيناريت صومالي فنلندي. اشتهر بإخراج الفيلم الطويل زوجة حفار القبور. الذي جرى اختياره في الترشيحات الأولية لجائزة الأوسكار لأفضل فيلم روائي طويل دولي في حفل توزيع جوائز الأوسكار رقم 94 في أول ترشيح لفيلم من الصومال.

## مسيرته
ولد خضر أديروس أحمد في العاصمة الصومالية مقديشو في 10 يناير 1981. في سن السادسة عشرة، جاء إلى فنلندا كلاجئ مع أسرته.
في عام 2008، كتب سيناريو الفيلم القصير «المواطنون» الذي عمل فيه كمساعد مخرج ثان. وفي عام 2014، أخرج أول فيلم قصير بعنوان «نحن لا نحتفل بعيد الميلاد» "Me ei vietetä joulua" والذي حظي بإشادة النقاد. ليخرج بعدها فيلمين قصيرين آخرين هما «العندليب» ("Yövaras") عام 2017 وفيلم ("The Killing of Cahceravga") عام 2018.
في صيف عام 2021، وأثناء حديثه مع شقيقه في جنازة عائلية جاء بفكرة فيلمه الروائي الطويل زوجة حفار القبور، الذي حاز على إشادة نقدية وعرض في العديد من المهرجانات السينمائية. من ضمنها ترشيحين في مهرجان كان السينمائي للجائزة الكبرى لأسبوع النقاد والكاميرا الذهبية. كما رشح الفيلم لجائزة الجائزة الكبرى في إطار المسابقة الدولية في مهرجان كييف الدولي للفيلم القصير. وجائزة "Amplify Voices" في مهرجان تورنتو السينمائي الدولي.

## أعماله

### أفلام قصيرة
- 2008 : «المواطنون» - مساعد مخرج ثان، كاتب
- 2014 : «نحن لا نحتفل بعيد الميلاد» - مخرج وكاتب سيناريو
- 2017 : «العندليب» - مخرج وسيناريست
- 2019 : The Killing of Cahceravga - مخرج وكاتب سيناريو

### أفلام طويلة
- 2017 : «رحلة غير متوقعة» - Unexpected Journey - كاتب السيناريو
- 2021 : "زوجة حفار القبور" مخرج وكاتب سيناريو

## جوائز وترشيحات
| سنة  | جوائز                                            | الفئة                                        | المرشح                           | النتيجة     | مراجع                |
| ---- | ------------------------------------------------ | -------------------------------------------- | -------------------------------- | ----------- | -------------------- |
| 2021 | المهرجان الأفريقي للسينما والتلفزيون في واغادوغو | جائزة حصان ينينجا الذهبي                     | خضر عيدروس أحمد                  | فوز         | [ 11 ] [ 12 ] [ 13 ] |
| 2021 | مهرجان تورونتو السينمائي الدولي                  | جائزة "Amplify Voices Award"                 | خضر عيدروس أحمد                  | فوز         | [ 14 ]               |
| 2021 | مهرجان القاهرة السينمائي الدولي                  | جائزة نقاد السينما العربية للأفلام الأوروبية | زوجة حفار القبور                 | رُشِّح         | [ 15 ]               |
| 2021 | جوائز الأوسكار رقم 94                            | أسبوع النقاد العالمي                         | خضر عيدروس أحمد                  | رُشِّح         |                      |
| 2021 | جوائز الأوسكار رقم 94                            | الكاميرا الذهبية                             | خضر عيدروس أحمد                  | رُشِّح         |                      |
| 2021 | حفل توزيع جوائز الأكاديمية الأفريقية للأفلام     | أفضل فيلم                                    | زوجة حفار القبور                 | في الانتظار | [ 16 ]               |
| 2021 | حفل توزيع جوائز الأكاديمية الأفريقية للأفلام     | أفضل مخرج                                    | خضر عيدروس أحمد                  | في الانتظار | [ 16 ]               |
| 2021 | حفل توزيع جوائز الأكاديمية الأفريقية للأفلام     | أفضل ممثل في دور رئيسي                       | عمر عبدي                         | في الانتظار | [ 16 ]               |
| 2021 | حفل توزيع جوائز الأكاديمية الأفريقية للأفلام     | أفضل مكياج                                   | خضر عيدروس أحمد                  | في الانتظار | [ 16 ]               |
| 2021 | حفل توزيع جوائز الأكاديمية الأفريقية للأفلام     | أفضل تصوير سينمائي                           | خضر عيدروس أحمد                  | في الانتظار | [ 16 ]               |
| 2021 | حفل توزيع جوائز الأكاديمية الأفريقية للأفلام     | أفضل تصميم إنتاج                             | خضر عيدروس أحمد                  | في الانتظار | [ 16 ]               |
| 2021 | حفل توزيع جوائز الأكاديمية الأفريقية للأفلام     | أفضل موسيقى تصويرية                          | خضر عيدروس أحمد                  | في الانتظار | [ 16 ]               |
| 2021 | حفل توزيع جوائز الأكاديمية الأفريقية للأفلام     | أفضل صوت                                     | خضر عيدروس أحمد                  | في الانتظار | [ 16 ]               |
| 2021 | حفل توزيع جوائز الأكاديمية الأفريقية للأفلام     | أفضل فيلم روائي طويل لمخرج                   | خضر عيدروس أحمد/زوجة حفار القبور | في الانتظار | [ 16 ]               |

## روابط خارجية
خضر عيدروس أحمد على موقع IMDb (الإنجليزية)
- خضر عيدروس أحمد على موقع ألو سيني (الفرنسية)
- خضر عيدروس أحمد على موقع قاعدة بيانات الفيلم (الإنجليزية)
- خضر عيدروس أحمد على موقع كينوبويسك (الروسية)